# Obština Borino
Obština Borino (bulharsky Община Борино) je bulharská jednotka územní samosprávy ve Smoljanské oblasti. Leží v jižním Bulharsku v západní části Západních Rodopů u hranic s Řeckem. Správním střediskem je ves Borino, kromě ní obština zahrnuje 4 vesnice. Žijí zde zhruba 3 tisíce stálých obyvatel.

## Sídla
| - Borino (sídlo správy) - Bujnovo - Čala | - Jagodina - Kožari |

## Sousední obštiny
| Růžice kompasu |        | Batak          |       | Růžice kompasu |
| Růžice kompasu | Dospat | Sever          | Devin | Růžice kompasu |
| Růžice kompasu | Dospat | Obština Borino | Devin | Růžice kompasu |
| Růžice kompasu | Dospat | Jih            | Devin | Růžice kompasu |
| Růžice kompasu |        |                |       | Růžice kompasu |

## Obyvatelstvo
V obštině žije 3 208 stálých obyvatel a včetně přechodně hlášených obyvatel 4 031. Podle sčítáni 1. února 2011 bylo národnostní složení následující:
- Turci: 2 107 (64.4 %)
- Bulhaři: 1 117 (34.2 %)
- Romové: 5 (0.2 %)
- ostatní: 41 (1.3 %)